# Black Metal (album)
Black Metal er det andet album fra det britiske thrash metal-band Venom, og det sted hvorfra begrebet "black metal" stammer. Det blev udgivet i 1982 og betragtes som en stor indflydelse på thrash metal, dødsmetal og black metal-scenerne som kom frem i 1980'erne og starten af 1990'erne.
Det oprindelige omslag blev tegnet af bandets bassist og sanger, Conrad "Cronos" Lant.

## Spor
Side A ("Black")
1. "Black Metal" – 3:40
2. "To Hell and Back" – 3:00
3. "Buried Alive" – 4:16
4. "Raise the Dead" – 2:45
5. "Teachers' Pet" – 4:41

Side B ("Metal")
1. "Leave Me in Hell" – 3:33
2. "Sacrifice" – 4:27
3. "Heaven's on Fire" – 3:40
4. "Countess Bathory" – 3:44
5. "Don't Burn the Witch" – 3:20
6. "At War with Satan (preview)" – 2:14

### Bonusspor på genudgivelsen fra 2002
1. "Bursting Out (60 Min+ version)" – 2:58
2. "Black Metal (Radio 1 session)" – 3:08
3. "Nightmare (Radio 1 session)" – 3:27
4. "Too Loud for the Crowd (Radio 1 session)" – 2:09
5. "Bloodlust (Radio 1 session)" – 2:44
6. "Die Hard (12" version)" – 3:06
7. "Acid Queen (12" version)" – 2:31
8. "Bursting Out (12" version)" – 2:59
9. "Hounds of Hell (Outtake)" – 3:20

## Fodnoter
1. ↑  Allmusic.com
2. ↑  Kahn-Harris, Keith, Extreme Metal: Music and Culture on the Edge, Oxford: Berg, 2007, ISBN 1-84520-399-2